# Fatoumata Kaba

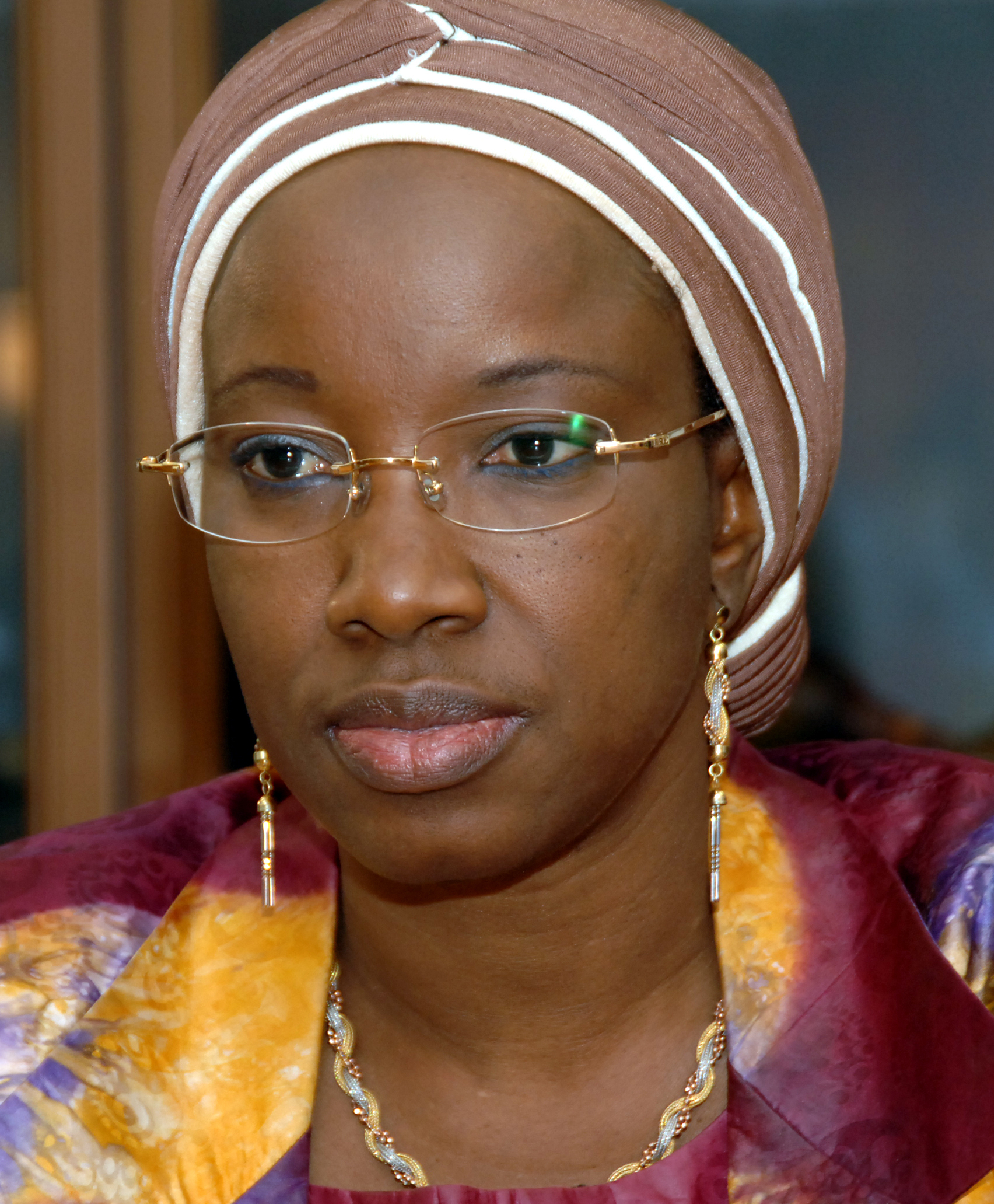
Fatoumata Sidibé Kaba (2006)

Fatoumata Kaba (verheiratet Fatoumata Kaba Sidibe oder in der Schreibweise Sidibé Fatoumata Kaba; * 1959 oder 1968) ist eine guineische Diplomatin und Politikerin.

## Leben
Kaba hat einen Bachelor-Abschluss des Lycée Technique Ho Chi Minh in Kankan, einen Master-Abschluss in Wirtschaft und Philosophie der Université de Conakry und ein Diplom in internationalen Beziehungen des Institut des Relations Internationales du Cameroun (IRIC) in Yaoundé.
Im guineischen Außenministerium leitete sie von 1989 bis 1994 die Afrika-Abteilung. Ab 1995 war sie bis 1997 als Leiterin der Abteilung für Afrika und Asien und der Abteilung für kulturelle und politische Angelegenheiten tätig. Bis 2000 war sie dann Stellvertretende Nationale Direktorin für kulturelle und politische Angelegenheiten im Außenministerium Guineas und anschließend Botschafterin und Nationale Direktorin bis 2002. Kaba war dann ab 2002 bis 2005 Botschafterin in Nigeria und Ständige Vertreterin bei der Wirtschaftsgemeinschaft westafrikanischer Staaten.
2005 wurde sie ins Kabinett als Außenministerin berufen. 2006 übernahm sie das Ressort für internationale Zusammenarbeit, dass sie bis 2007 führte. Mamady Condé wurde ihr Nachfolger als Außenminister. Von 2009 bis 2010 war Kaba diplomatische Beraterin des Präsidenten von Guinea. Als Botschafterin ihres Landes war sie von 2013 bis 2018 in Äthiopien sowie Ständige Vertreterin bei der Kommission der Afrikanischen Union. Außerdem Ständige Vertreterin bei der Wirtschaftskommission der Vereinten Nationen für Afrika und dem Umweltprogramm der Vereinten Nationen (UNEP). Sie war auch Vorsitzende des Ausschusses der Ständigen Vertreter bei der Afrikanischen Union für 2017. Im Juli 2018 wurde Ständige Vertreterin Guineas bei den Vereinten Nationen.